# Upper Nick Sike
Der Upper Nick Sike ist ein Wasserlauf in Dumfries and Galloway, Schottland. Er entsteht an der Südwestseite des Arkleton Hill und fließt in westlicher Richtung bis zu seinem Zusammentreffen mit dem Under Nick Sike der Arkleton Burn entsteht.